# پروشته
پروشته (به لهستانی:  Prosity) یک روستا در لهستان است که در گمینا بیشتنک واقع شده‌است.